# Riccardo Billi
Riccardo Billi, né à Sienne le 22 avril 1906 et mort à Rome le 15 avril 1982, est un acteur italien.

## Filmographie
- 1938 : L'ha fatto una signora de Mario Mattoli
- 1947 : Le avventure di Pinocchio de Giannetto Guardone
- 1950 : J'étais une pécheresse (Ho sognato il paradiso) de Giorgio Pàstina
- 1950 : Totò Tarzan (Tototarzan) de  Mario Mattoli
- 1950 : La Maudite (Margherita da Cortona) de Mario Bonnard
- 1951 : Porca miseria de Giorgio Bianchi
- 1951 : Il padrone del vapore de  Mario Mattoli
- 1951 : Les nôtres arrivent (Arrivano i nostri) de Mario Mattoli
- 1951 : Accidenti alle tasse!! de Mario Mattoli
- 1952 : Abracadabra de Max Neufeld
- 1952 : Vengeance sarde (Vendetta... sarda) de Mario Mattoli
- 1954 : Ridere! Ridere! Ridere! d'Edoardo Anton
- 1960 : Un mandarino per Teo de Mario Mattoli
- 1961 : Macaronis dans le désert (Pastasciutta nel deserto) de Carlo Ludovico Bragaglia
- 1963 : Avventura al motel de Renato Polselli
- 1964 : Les Martiens ont douze mains (I marziani hanno dodici mani) de Castellano et Pipolo